# ثورات جبل ميرابي عام 2010

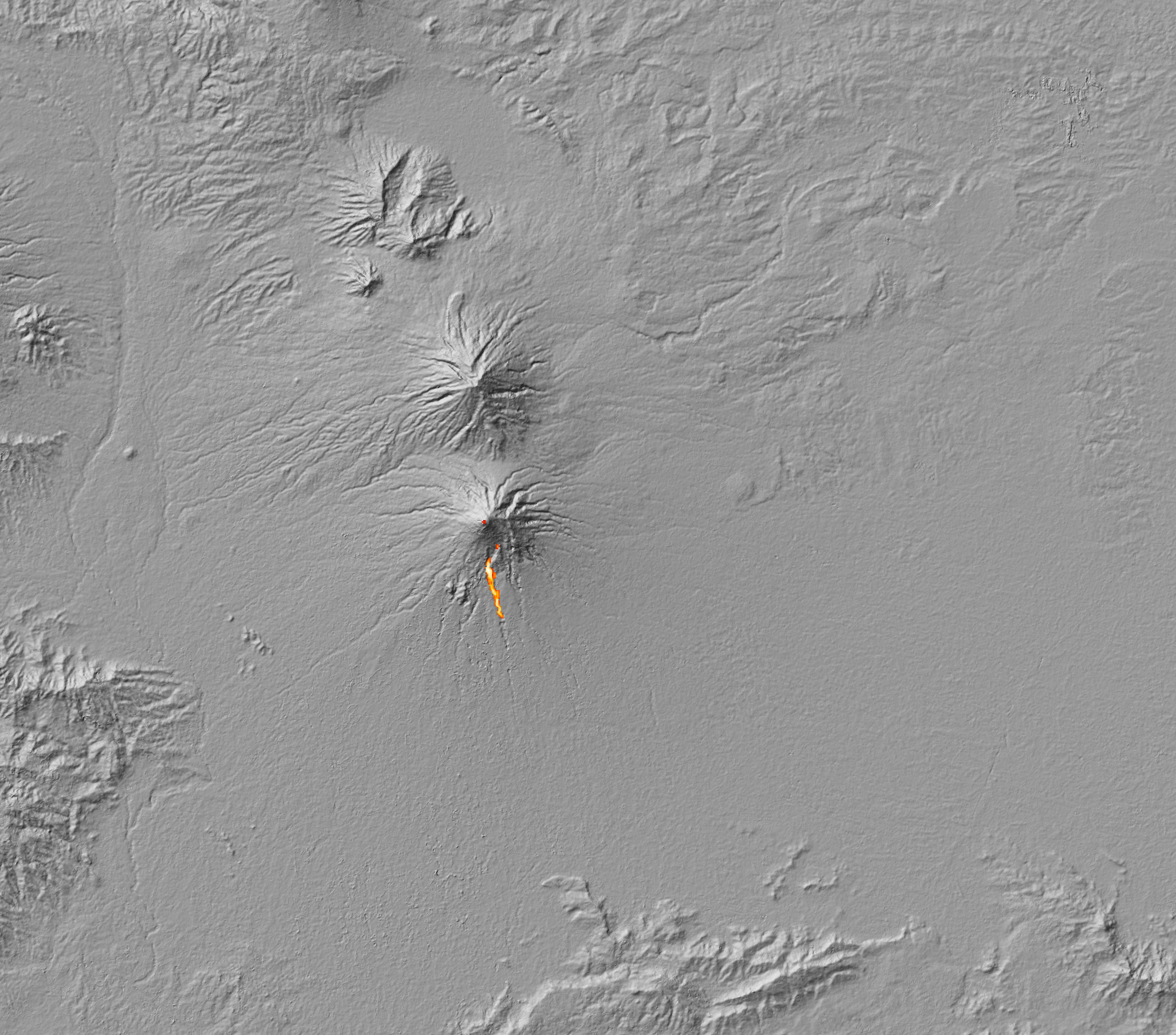
التوقيع الحراري للرماد الساخن والصخور وقبة الحمم البركانية المتوهجة على جبل ميرابي (1 نوفمبر 2010)

في أواخر تشرين الأول 2010، أفاد المسح البركاني في إندونيسيا بأن نمطاً من النشاط الزلزالي المتزايد من جبل ميرابي بدأ يظهر في أوائل سبتمبر/أيلول. المراقبون في بابادان 7 كـم (4.3 ميل) غرب وكاليورانجا 8 كـم (5.0 ميل) أفاد جنوب الجبل بسماع صوت انهيار جليدي في 12 سبتمبر 2010. في 14 سبتمبر 2010، رصدت أعمدة بيضاء ترتفع 800 م (2,600 قدم) فوق الحفرة. ارتفع معدل التضخم في قبة الحمم البركانية، الذي رصد منذ شهر مارس، من مستويات الخلفية البالغة 0.1 إلى 0.3 مـم (0.0039 إلى 0.0118 بوصة) يوميا بمعدل 11 مـم (0.43 بوصة) يوميًا في 16 سبتمبر. في 19 سبتمبر 2010، استمرت الزلازل في التزايد، وفي اليوم التالي رفعت CVGHM مستوى التأهب إلى 2 (على مقياس من 1 إلى 4).

### التسلسل الزمني للانفجارات البركانية

#### الاثنين 25 أكتوبر
ثار بركان ميرابي ثلاث مرات بعد ظهر يوم الاثنين، وقذف الحمم البركانية إلى أسفل منحدراته الجنوبية والجنوبية الشرقية.ثلاثة ثورات بركانية كبرى في الساعة 14:04 و14:24 و15:15 بالتوقيت المحلي.في هذا اليوم، سجل 222 حدثًا زلزاليًا بركانيًا و 454 حدثًا زلزاليًا انهياريًا من قبل موظفي مراقبة مركز علم البراكين والتخفيف من المخاطر الجيولوجية في ميرابي.

#### الثلاثاء 26 أكتوبر
بدأت الانفجارات يوم الثلاثاء في الساعة 17:02.بحلول الساعة 18:54 بدأ نشاط الحمم البركانية في التراجع بعد 12 حدثًا مرتبطًا بالثوران سجلت بواسطة مراقبي CVGHM.232 حدثًا زلزاليًا بركانيًا، و269 حدثًا زلزاليًا جليديًا، وأربعة أحداث زلزالية لتدفقات الحمم البركانية، وستة تدفقات بركانية خلال 24 ساعة من يوم 26 أكتوبر.الأحداث البركانية على أنها أحداث انفجارية مع انفجارات بركانية من المواد المقذوفة واللهب المرئي وتدفقات الهواء الساخن البركاني.وارتفع عمود من الدخان من الأعلى إلى مسافة عمودية تبلغ 1.5 كـم (4,900 قدم) من قمة جبل ميرابي.وقعت أولى الوفيات في هذا اليوم.

#### الجمعة 29 أكتوبر
النشاط البركاني يوم الجمعة كان هناك قذف للحمم البركانية مع تقارير تفيد بتدفق سحب الرماد الساخن لمسافة 3 كـم (1.9 ميل) أسفل سفوح الجبل ويستمر لمدة تتراوح بين أربع إلى تسع دقائق.وصلت شلالات الرماد إلى مدينة ماجيلانج في وسط جاوة.أعرب العلماء الذين يراقبون البركان، ومن بينهم سورونو، رئيس مركز التخفيف من الكوارث البركانية والجيولوجية (PVMBG)، عن تفاؤلهم بأن النشاط البركاني من المفترض أن ينخفض بعد إطلاق الحمم البركانية.قال سفاري دويونو، وهو عالم يراقب جبل ميرابي منذ خمسة عشر عامًا، إن النشاط البركاني بدا وكأنه يخفف الضغط خلف قبة الحمم البركانية التي تشكلت في الحفرة.وأفادت اللجنة الدولية للصليب الأحمر أنه في يوم 29 تشرين الأول، من الساعة 07:23 إلى 21:40، ضربت التدفقات البركانية الفتاتية من جبل ميرابي نهر لامات، ونهر سينوو، ونهر كراساك.

#### السبت 30 أكتوبر

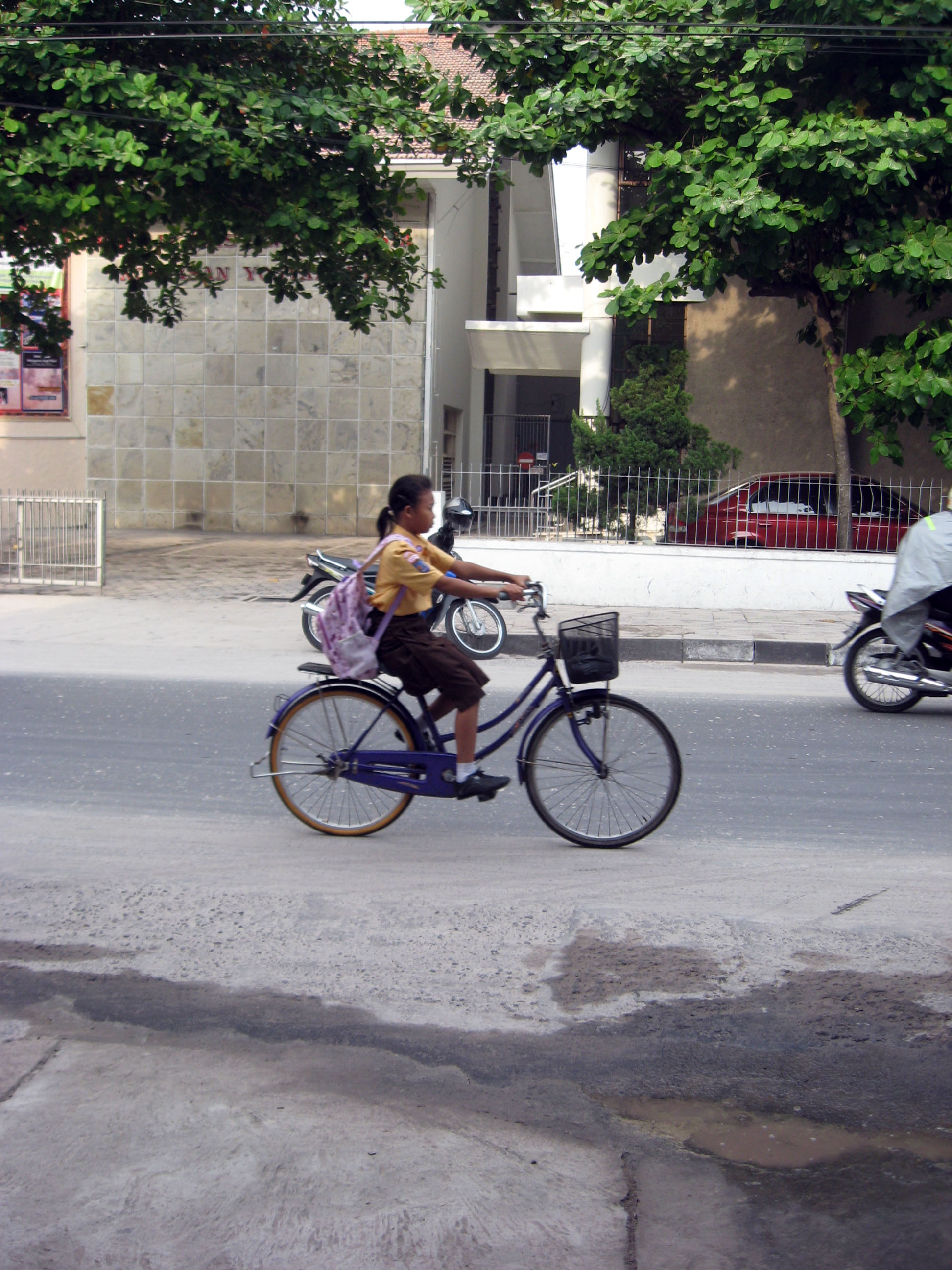
وبسبب قلة سقوط الرماد في يوجياكارتا، تم إغلاق عدد قليل من المدارس في البداية.

بحلول صباح يوم السبت 30 أكتوبر، انفجر البركان مرة أخرى.وقال سري سومرتي، رئيس قسم ميرابي في مؤسسة أبحاث البراكين وتطوير التكنولوجيا، إن الانفجارات كانت أعلى وأقوى من تلك التي حدثت في 26 تشرين الأول.سقط الرماد الناتج عن الانفجارات البركانية في 30 أكتوبر بأكثر من 30 كـم (19 ميل) بعيدًا، والآن يتساقط الرماد على مدينة يوجياكارتا.وشوهد جنود ورجال شرطة متمركزون بالقرب من البركان وهم يفرون برفقة مئات السكان الذين سرعان ما أغلقوا الطرق بالسيارات والدراجات النارية.استمرت الانفجارات الصباحية لمدة 22 دقيقة بينما تدفقت التدفقات البركانية الفتاتية إلى وديان نهري كراساك وبويونج وارتفع الرماد 3.5 كـم (11,000 قدم) في الهواء، تنجرف غربًا نحو ماجيلانج . إغلقمطار أديسوكيبتو في يوجياكارتا مؤقتًا بين الساعة 05:00 إلى 07:00.وفي وقت لاحق من ذلك اليوم، اقترح سوباندريو، رئيس معهد BPPTK، أنه سيكون هناك المزيد من الانفجارات حيث استمرت الصهارة في شق طريقها إلى قبة الحمم البركانية في البركان.تدفق نهر الحمم البركانية من جبل ميرابي مرة أخرى في 30 أكتوبر 2010 عند الساعة 00:35.تدفق حطام بركاني يتجه نحو نهر جندول، ونهر كونينج، ونهر كراساك، ونهر بويونج.وتبع ذلك انفجار من جبل ميرابي أدى إلى ظهور كرة نارية عمودية يصل ارتفاعها إلى كيلومترين من أعلى الجبل.تسبب هذا الثوران في سقوط أمطار رملية على مناطق يصل نصف قطرها إلى 10 كـم (6.2 ميل) من البركان. نجح الصليب الأحمر والهلال الأحمر الإندونيسي في إرسال ما يصل إلى 398 متطوعًا من فروع في مقاطعات جاوة الوسطى ويوجياكارتا حتى ذلك الوقت.كما قدمت منظمة PMI وجبات الطعام لـ 1000 نازح في مخيم دومبول.كان أحد هؤلاء المتطوعين في PMI، توتور بريانتو، لقي حتفه على المنحدرات في 26 أكتوبر.

#### الاثنين 1 نوفمبر
بدأت مراكز المراقبة التابعة لمركز علم البراكين والتخفيف من المخاطر الجيولوجية في جبل ميرابي المراقبة في الساعة 00:00 وانتهت في الساعة 06:00 ولم تبلغ عن أي نشاط مرئي كبير. أطلق جبل ميرابي سحبا ساخنة في فترة ما بعد الظهر. كان دخان السلفاتارا مرئيًا من عدة مواقع ورصدت انهيارات جليدية. ثار بركان جبل ميرابي في الساعة 10:10 بالتوقيت المحلي صباح الاثنين، مطلقا سحبا ساخنة وضبابا داكنا في الاتجاه الشرقي تخللتها انفجارات قوية. ونقلت وكالة أنباء أنتارا عن المقدم سويكوسو وحيودي، رئيس القيادة العسكرية لمنطقة بويولالي، قوله إن الانفجارات هذه المرة كانت أعلى صوتا من تلك التي وقعت مساء الأحد 31 أكتوبر. نزلت السحب الساخنة على جزء من سفوح الجبال وتحركت باتجاه الشرق. ونشرت القيادات العسكرية والشرطية المحلية عناصرها على الطرق في المناطق المحيطة بالجبل لتنظيم حركة المرور التي أصبحت مزدحمة بالمركبات والأشخاص الذين يسارعون إلى مغادرة مناطق الخطر. أشارت التقارير الواردة من مناطق كلاتن وسليمان وبيولالي إلى أن الانفجارات البركانية كانت عالية جدًا لدرجة أنها تسببت في حالة من الذعر والاندفاع للبحث عن ملجأ. استمرت حرارة ميرابي وسحب الرماد الساخنة في الانفجار طوال اليوم. وأفادت التقارير أن سحابة رماد ثورانية كثيفة ارتفعت بمقدار 1.5 كـم (4,900 قدم) في الهواء. أفاد مركز داروين للأبحاث البركانية أن ثورانًا محتملًا حدث في الأول من نوفمبر أدى إلى تصاعد عمود من الرماد وصل إلى ارتفاع 6.1 كـم (20,000 قدم) فوق مستوى سطح البحر، وفقًا للتقارير الأرضية، وتحليلات صور الأقمار الصناعية، ومشاهدات كاميرات الويب. وذكرت منظمة الصحة العالمية أن جبل ميرابي قذف سحبا ساخنة من الغاز والرماد مجددا صباح الاثنين 1 نوفمبر/تشرين الثاني 2010 حوالي الساعة 10:05 بالتوقيت المحلي. ارتفعت سحب الرماد والغاز الساخن إلى 1.5 كـم (4,900 قدم) في الغلاف الجوي، قبل أن تتدفق مرة أخرى إلى أسفل حتى 4 كـم (2.5 ميل) حول منحدرات جبل ميرابي. وأفاد مركز الأزمات التابع لوزارة الصحة عن مقتل 42 شخصا ونقل 103 أشخاص إلى عدة مرافق صحية بسبب صعوبات في التنفس وإصابات بالحروق. وأفادت التقارير أن ما يصل إلى 70,143 شخصا نزحوا. وشملت المشاكل الصحية بين النازحين العدوى التنفسية الحادة، وتهيج العين، والصداع، وارتفاع ضغط الدم. النقل البري خارج الـ 10 كـم (6.2 ميل)لم يتم تعطيل المنطقة . تأثر النقل الجوي للرحلات الجوية من وإلى يوجياكارتا وسولو .

#### الثلاثاء 2 نوفمبر
في يوم 2 نوفمبر، حدثت عمليات إعادة توجيه للعديد من شركات الطيران بما في ذلك جارودا وإير آسيا وسيلك إير التي لديها رحلات دولية إلى كل من يوجياكارتا وسولو بسبب النشاط البركاني. أفاد CVGHM عن 26 تدفقًا للحمم البركانية في 2 نوفمبر.

#### الأربعاء 3 نوفمبر

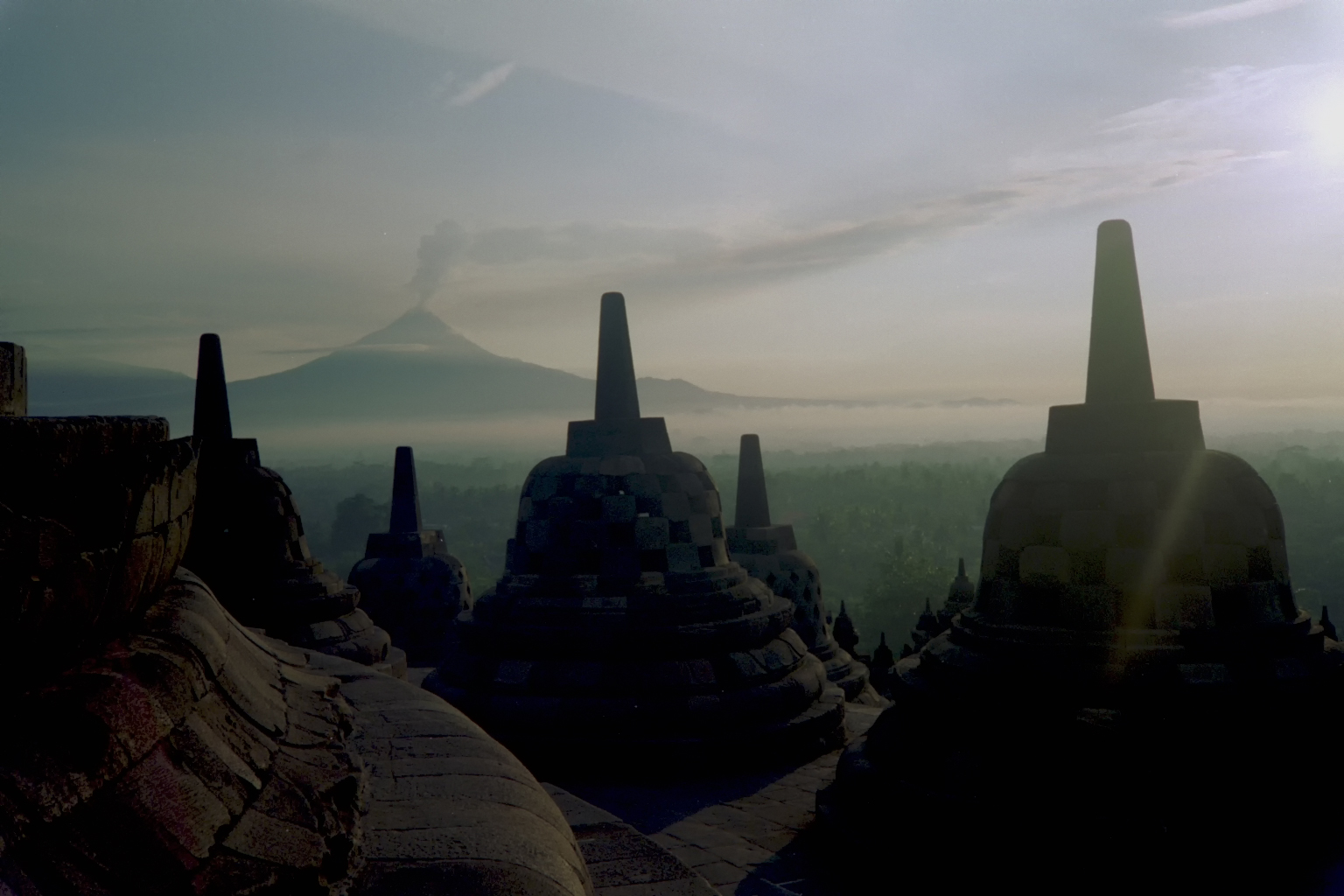
منظر ميرابي من بوروبودور في ماجيلانج القريبة (2006)

في 3 نوفمبر، سافرت التدفقات البركانية الفتاتية لمسافة تصل إلى 10 كـم (6.2 ميل) بعيدًا عن القمة، مما أجبر الحكومة على إجلاء الأشخاص من داخل مخيمات اللاجئين التي أقيمت في وقت سابق لاستيعاب أولئك الذين نزحوا بالفعل بسبب البركان. وذكر تقرير منتصف النهار الصادر عن CVGHM في 3 نوفمبر أن 38 تدفقًا من الحمم البركانية حدثت خلال أول 12 ساعة من اليوم. وقد رأى أحد المراقبين من موقع كاليورانغ أن 19 من تلك التدفقات الـ 38 تسافر 4 كـم (2.5 ميل) جنوبًا. ارتفعت أعمدة تدفقات الحمم البركانية بمقدار 1.2 كـم (0.75 ميل) ، على الرغم من أن الضباب الكثيف جعل المراقبة البصرية صعبة. تم ملاحظة تساقط الرماد في بعض المناطق القريبة.
وتبع ثوران بركاني في الصباح ثوران بركاني أدى إلى إرسال سحب من الغاز الساخن إلى أسفل منحدرات البركان. أطلق البركان سحبًا من الرماد والغاز 5 كـم (16,000 قدم) في السماء لأكثر من ساعة. وقد تم الإبلاغ عن أن ثورات يوم الأربعاء كانت الأكبر منذ بدء الثورات البركانية. وأعلن سورونو أنه سيقوم بنقل الملاجئ إلى مكان أبعد عن القمة. وقال في حديثه لشبكة مترو التلفزيونية الإندونيسية: "هذه هي المرة الأولى التي يستمر فيها الثوران لأكثر من ساعة، لذا قررت نقل الملاجئ إلى 15 كـم (9.3 ميل) بعيدًا عن القمة". وقد تم إنشاء الملاجئ في وقت سابق 10 كـم (6.2 ميل) بعيدا. وأضاف سورونو أن الطاقة الناتجة عن الثوران في 3 نوفمبر كانت أكبر بثلاث مرات من طاقة الثوران الأول في الأسبوع السابق. وقال بامبانج إرفان، المتحدث باسم وزارة النقل، إنه تم إصدار تحذير رسمي لجميع شركات الطيران "باستخدام طرق بديلة لأسباب تتعلق بالسلامة بسبب الرماد البركاني".

#### الخميس 4 نوفمبر
تسببت الأمطار الغزيرة التي هطلت ليلة 3-4 نوفمبر في حدوث طوفان من الطين البركاني مع خليط من الماء وحطام الصخور يتدفق إلى أنهار كونينج، وجيندول، ووورو، وبويونج، وكراساك، وأوباك على سفوح البركان. تم تدمير جسر وتضرر ضفاف النهر. وأفادت التقارير أن الثوران الذي حدث في الساعة 05:55 كان أقوى بخمس مرات من الثوران الأولي في 26 أكتوبر 2010. في الرابع من نوفمبر/تشرين الثاني، ظل بركان ميرابي ثورانًا لمدة 24 ساعة دون توقف. تدفقات الحمم البركانية من 600 إلى 800 °م (1,112 إلى 1,472 °ف) منتشرة حتى 11.5 كـم (7.1 ميل) من الحفرة الممتدة نحو حافة 15 كـم (9.3 ميل) آنذاك منطقة محظورة، وتدفقت الحمم البركانية إلى أنهار الجبل. صرح هيري باكتي جوماي، المدير العام للنقل الجوي ، في 4 نوفمبر/تشرين الثاني أن التحذير الذي إصدر لجميع شركات الطيران التي تشغل رحلات جوية إلى يوجياكارتا لن يتم سحبه حتى تعود الظروف إلى طبيعتها.

#### الجمعة 5 نوفمبر

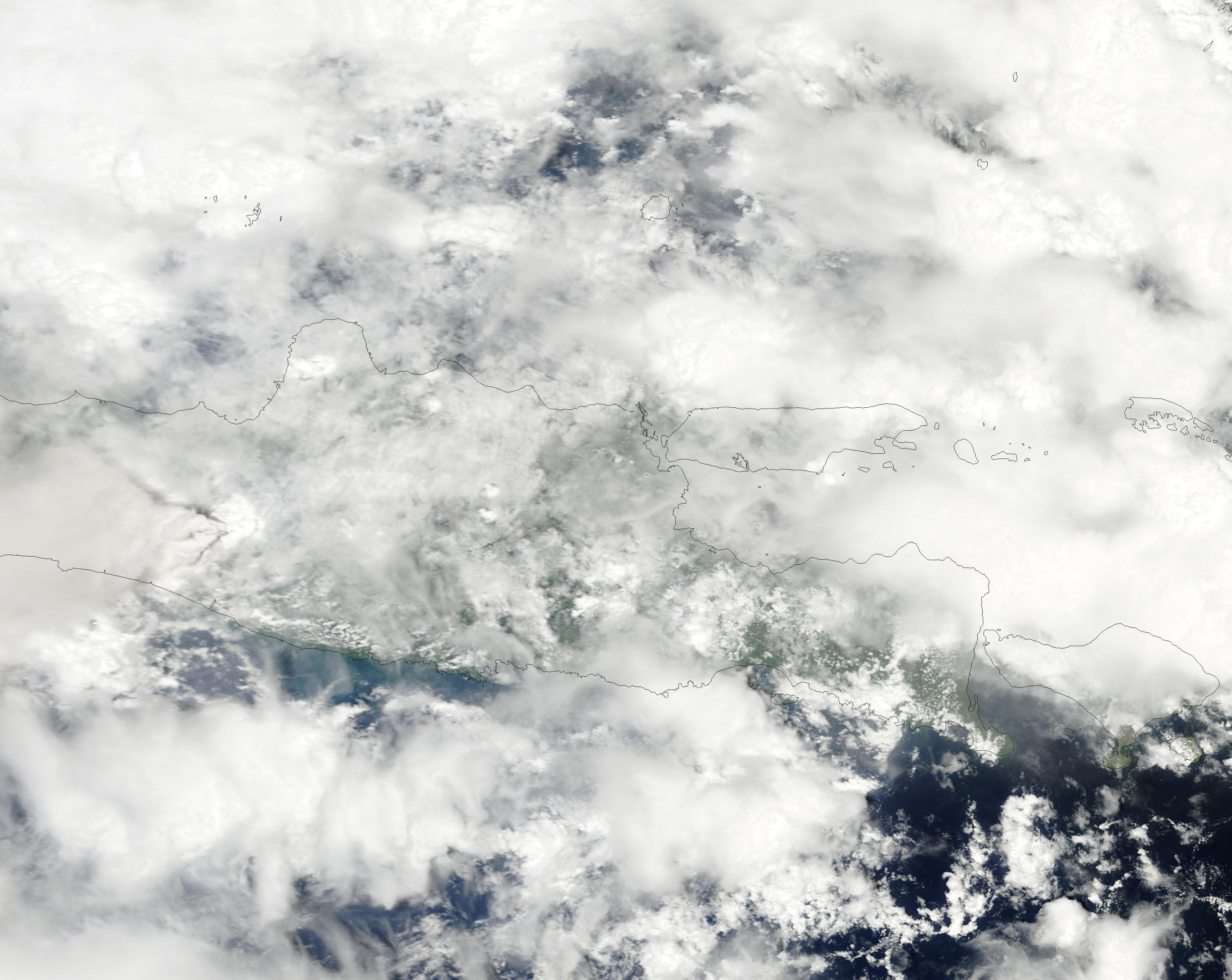
تمكنت علامات ثوران جبل ميرابي من ثقب الغطاء السحابي المستمر فوق جاوة في 5 نوفمبر/تشرين الثاني 2010 عندما تم التقاط هذه الصورة ذات الألوان الطبيعية.

ثار بركان ميرابي بقوة في وقت مبكر من صباح الجمعة. سقط الرماد البركاني في منطقة كانجكرينجان والمناطق المحيطة بها 10 كـم (6.2 ميل) من الحفرة. وبسبب الانفجارات الكبيرة المستمرة، قامت BNPB بتوسيع منطقة الأمان إلى دائرة نصف قطرها 20 كـم (12 ميل) وأغلق مطار يوجياكارتا مرة أخرى لمدة 3 ساعات في الصباح. السكان الذين كانوا على بعد 15 كـم (9.3 ميل)وطلب من في القمة المغادرة والبحث عن مكان أكثر أمانًا.أفاد علماء البراكين أن الانفجارات التي حدثت يوم الجمعة 5 نوفمبر كانت الأكبر منذ سبعينيات القرن التاسع عشر، وأعلن المسؤولون عبر مكبرات الصوت أن منطقة الخطر في الجبل تم توسيعها إلى 20 كـم (12 ميل) من الحفرة. برونغانغ ، قرية 15 كـم (9.3 ميل) من الحفرة، حيث غطت الرماد شوارعها حتى 30 سـم (12 بوصة) عميق. بحلول هذه النقطة، تم إجلاء أكثر من 100 ألف شخص وتم سحب العلماء الذين كانوا يراقبون الأحداث من مواقعهم إلى مسافة أكثر أمانًا. أصدر مركز استشارات الرماد البركاني التابع للمكتب الأسترالي للأرصاد الجوية تحذيرًا مستمرًا بشأن الرماد البركاني للطيران وأفاد بمعلومات مستمدة من صور الأقمار الصناعية MTSAT-2 تشير إلى عمود من الرماد البركاني يصل إلى ( 55,000 قدم (17,000 م) – FL550)، تمتد 190 nmi (350 كـم) إلى الغرب والجنوب الغربي من الجبل.

#### السبت 6 نوفمبر
وأفادت مراكز المراقبة التابعة لمركز علم البراكين والتخفيف من المخاطر الجيولوجية بسقوط رماد كثيف على سفوح جبل ميرابي. في الساعة 23:51، ظهرت ومضة من الدخان ورياح هوائية ساخنة وألسنة لهب يصل ارتفاعها إلى 3 كـم (1.9 ميل) حدثت في الغرب والشمال والشرق. كان النشاط البركاني خلال اليوم مرتفعا، مع ثوران سحب متتالية من الرماد الساخن من الجبل. ظل مستوى التأهب عند المستوى الرابع وكانت منطقة الاستبعاد الرسمية في دائرة نصف قطرها 20 كـم (12 ميل) من قمة جبل ميرابي.

#### الأحد 7 نوفمبر
افتتح الرئيس الإندونيسي سوسيلو بامبانج يودويونو يوم الأحد 7 نوفمبر اجتماعا محدودا لمجلس الوزراء في جيدونج أجونج ، المقر الرئاسي في يوجياكارتا الواقع على بعد 30 كيلومترا جنوب البركان لمعالجة الاستجابة الطارئة لثوران جبل ميرابي. وفي الاجتماع، أكد دعمه لمكتب إدارة الكوارث الوطني الإندونيسي وإدارته وسيطرته على الاستجابة للكوارث. في الساعة 03:02 تدفقت سحب الرماد الساخنة في اتجاه نهري جندول وورو. وأفادت التقارير أن أحداث الزلازل البركانية وسحب الرماد الساخن زادت عن اليوم السابق. وذكرت صحيفة جاكرتا جلوب أن بركان ميرابي واصل إطلاق تدفقات قاتلة من الحمم البركانية وسحب من الرماد والغازات شديدة الحرارة. وقد لقي ما لا يقل عن 135 شخصا حتفهم على منحدرات البركان خلال الأسبوعين الماضيين، ولا تزال السلطات تكافح يوم الأحد لمساعدة المصابين جراء الثوران الهائل الذي حدث يوم الجمعة. اشتكى رجال الشرطة المتمركزون على المنحدرات من أنهم يواجهون صعوبات كبيرة في منع الأشخاص من دخول المنطقة المحظورة وتعريض حياتهم للخطر على منحدرات الجبال.

#### الاثنين 8 نوفمبر
أعلن المدير العام لإدارة النقل الجوي هيري باكتي في 8 نوفمبر أن الرحلات الجوية من وإلى مطار سوكارنو هاتا الدولي في جاكرتا عادت إلى وضعها الطبيعي. وقال عالم البراكين الحكومي سورونو إن الغاز والرماد ارتفعا بمقدار 4 كـم (13,000 قدم) في الهواء يوم الاثنين مع استمرار ثوران البركان، "لم يتوقف ثوران ميرابي منذ 3 نوفمبر. كان متقلبًا ولكنه يميل إلى أن يكون في نطاق الشدة العالية." 

#### الثلاثاء 9 نوفمبر
في 9 نوفمبر، أعلن BNPB أنهم يعتبرون أن الأنشطة الثورية لعام 2010 قد تجاوزت أنشطة ثوران الجبل في عام 1872. وبناء على السجلات التاريخية، فقد سجل ثوران بركان ميرابي في عام 1872 لمدة 120 ساعة، في حين أن ثوران عام 2010 كان قد قدم بالفعل خمسة أيام من النشاط المتواصل منذ الخميس 4 نوفمبر وحتى 8 نوفمبر حيث استمر الثوران لأكثر من 120 ساعة أو أكثر دون توقف. كشف سوباندريو، رئيس معهد التحقيق في البراكين وتطوير التكنولوجيا ( Balai Penyelidikan dan Pengembangan Teknologi Kegunungapian) (BPPTK) في يوجياكارتا أن سحب الرماد الساخن خلال الانفجارات التي حدثت قبل 138 عامًا كان أقصى مدى يصل إليها هو 11–12 كـم (36,000–39,000 قدم) فقط. ، في حين وصلت الانفجارات الحالية إلى 14.5 كـم (48,000 قدم) .أعلن الدكتور سورونو، كبير مسؤولي الوكالة الجيولوجية لمركز علم البراكين والتخفيف من المخاطر الجيولوجية، في 9 نوفمبر/تشرين الثاني، أنه خلال ساعات 06:00 إلى 12:00 استمرت الأحداث البركانية المتتالية مع الزلازل البركانية والهزات والانهيارات الجليدية، وكانت السحب سريعة الحركة لا تزال تسافر لمسافة تصل إلى 4 كـم (2.5 ميل) نحو الجنوب الغربي. تم تذكير سكان يوجياكارتا والنازحين بأن التهديد المتمثل في سحب الرماد البركاني والفيضانات الطينية لا يزال قائما. كما تم تذكير سكان يوجياكارتا بمراعاة التعليمات بالبقاء خارج دائرة نصف قطرها 20 كـم (12 ميل) من قمة ميرابي.
في 9 نوفمبر، شعر سكان يوجياكارتا بزلزال بقوة 5.6 درجة. وذكرت تقارير صادرة عن مكتب الأرصاد الجوية والمناخ والجيوفيزياء أن الزلزال التكتوني بلغت قوته 5.6 درجة على مقياس ريختر في الساعة 14:03:27. كان مركز الزلزال 125 كـم (78 ميل) جنوب غرب بانتول، على وجه التحديد عند إحداثيات خط العرض الجنوبي 8.98 (LS) وخط الطول الشرقي 110.08 (BT) على عمق 10 كـم (6.2 ميل) . كان مركز الزلزال في البحر ولم يكن هناك أي احتمال لحدوث تسونامي. لم يكن هذا النوع من الزلازل التكتونية ناتجًا عن النشاط البركاني لجبل ميرابي.في ليلة 9 نوفمبر، كان هناك انفجار للرماد وصل إلى 1.8 كـم (5,900 قدم) عموديًا.

#### الأربعاء 10 نوفمبر
في 10 نوفمبر 2010، لوحظ تراجع شدة الثوران، على الرغم من أن نشاط البركان ظل مرتفعا مع تدفقات الحمم البركانية المتكررة. تم الحفاظ على منطقة الاستبعاد عند 20 كـم (12 ميل)

#### الخميس 11 نوفمبر

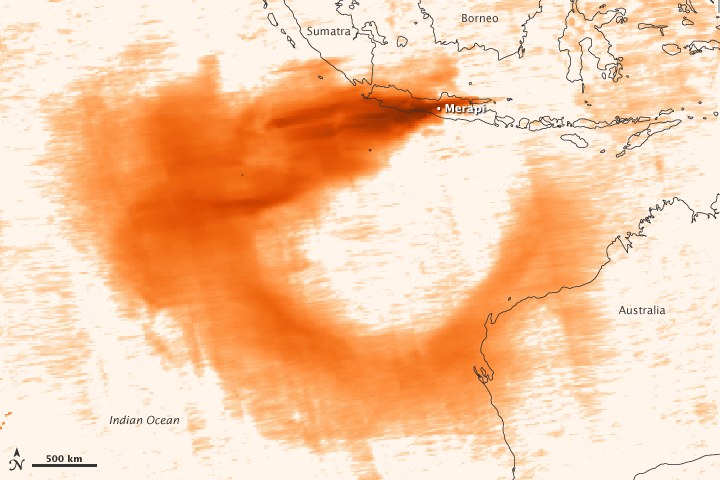
سحابة ثاني أكسيد الكبريت في جبل ميرابي فوق المحيط الهندي في 11 نوفمبر 2010

استنادًا إلى نتائج المراقبة الآلية والبصرية التي أجراها CVGHM (PVMBG)، في 11 نوفمبر، وجد أن النشاط في جبل ميرابي ظل مرتفعًا مع تساقط الرماد وتدفقات الحمم البركانية الممتدة إلى 3 كم. وفي ظل هذه الظروف، ظلت حالة النشاط البركاني عند مستوى خطير (المستوى 4)، مع استمرار الخطر الناجم عن سحب الهواء الساخن والحمم البركانية. سجلت سبعة عشر انهيارًا جليديًا مع ثوران واحد للرماد الساخن وزلزال بركاني واحد. ظل البركان في حالة تأهب من المستوى الرابع مع التوصية بتبني مستوى "الحذر". كان من المقرر أن يبقى اللاجئون على مسافة تزيد عن 20 ميلاً. كم.

#### الأربعاء 17 نوفمبر
استمرت التقارير الصادرة عن CVGHM ( PVMPG ) عن النشاط البركاني بما في ذلك سحب الهواء الساخن وأعمدة الدخان والانهيارات الجليدية والزلازل البركانية طوال أيام 16 و 17 و 18 نوفمبر. وأفادت التقارير بتصاعد دخان أبيض ورمادي من جبل ميرابي، مع ارتفاع أعمدة الدخان إلى 1,500 م (4,900 قدم) . واستمرت انبعاثات الدخان في الانجراف جنوبًا وجنوب غرب الجبل. وبناء على الرصد والتقييم الذي أجراه مركز رصد الزلازل والبراكين في المحيط الهادئ ( PVMPG )، ظل النشاط في جبل ميرابي عند مستوى مرتفع في 18 نوفمبر/تشرين الثاني. ظلت حالة نشاط البركان عند مستوى الحذر (المستوى 4). استمر عزو خطر الانفجار الفوري إلى الهواء الساخن وسحب الرماد ( أوانباناس ) مع التهديدات غير المباشرة المنسوبة إلى قذف الحمم البركانية.

#### أواخر نوفمبر
لا تزال الانفجارات البركانية تُبلغ عنها هيئة PVMPG في 26 نوفمبر ولكنها حدثت بكثافة أقل من تلك التي حدثت في وقت سابق من الشهر. لا تزال PVMPG تضع شروطًا بشأن وضع ميرابي عند مستوى الحذر (المستوى 4). ولا يزال الخطر المباشر من جبل ميرابي يتمثل في ثوران سحب الرماد الساخنة والتهديدات غير المباشرة في شكل الحمم البركانية واللاهار. وظلت مناطق الاستبعاد الموصى بها تتراوح بين 5 و20 كم.
كان الجبل لا يزال يثور في 30 نوفمبر 2010 وظلت حالة التأهب الرسمية عند المستوى 4.

#### ديسمبر
في يوم الجمعة 3 ديسمبر 2010، أدلى رئيس الوكالة الوطنية لإدارة الكوارث (BNPB)، الدكتور شمسول معارف، م. سي، برفقة رئيس مركز علم البراكين والتخفيف من المخاطر الجيولوجية CVGHM (PVMBG)، الدكتور سورونو، ببيان صحفي مشترك في مركز قيادة BNPB في يوجياكارتا. اعتبارًا من 3 ديسمبر 2010، في الساعة 09:00، خفضت CVGHM (PVMBG) حالة جبل ميرابي إلى مستوى التنبيه الحذر (المستوى الثالث). وأوضحوا أنه مع هذا لايزال الخطر قائم. قدمت الوكالة الجيولوجية عدة توصيات بما في ذلك عدم إقامة أي أنشطة مجتمعية في المناطق المعرضة للكوارث وأعلنت عن منطقة حظر مستمرة تبلغ مساحتها 2.5 كـم (1.6 ميل)نصف القطر .

## تشوه قبة الحمم البركانية
في الأسبوع الأخير من شهر أكتوبر 2010، كانت هناك إجراءات لقياسات التشوه بواسطة جهاز قياس المسافة الكهربائية (EDM)، باستخدام عاكسات مثبتة حول قمة جبل ميرابي. وأشارت نتائج القياسات إلى معدل نمو متزايد بسرعة لقبة الحمم البركانية في الفترة التي سبقت الأحداث الثورية التي وقعت يومي 25 و26 تشرين الأول 2010.
في نهاية سبتمبر 2010، وصل معدل التضخم الأقصى لقبة الحمم البركانية في جبل ميرابي باستخدام مقياس EDM بمعدل نمو متوسط قدره 6 مـم (0.24 بوصة) . وصل معدل التضخم اللاحق حتى 21 أكتوبر 2010 إلى 105 مـم (4.1 بوصة) يوميا. وارتفع معدل التضخم بعد ذلك بشكل حاد ليصل إلى 420 مـم (17 بوصة) يوميًا بحلول 24 أكتوبر 2010. بحلول 25 أكتوبر، ارتفع متوسط معدل النمو، إلى 500 مـم (20 بوصة) يوميا.
وأشارت المعلومات التي جمعت في الموقع إلى أن تمدد منحدرات الجبل كان أسرع بكثير خلال الحدث الحالي مقارنة بما لوحظ خلال حدث عام 2006.
وفي 26 تشرين الأول، كرر رئيس المركز الإندونيسي لعلم البراكين والتخفيف من المخاطر الجيولوجية، سورونو، تصريحاته السابقة بأن القلق الأكبر هو الضغط المتزايد خلف قبة الحمم البركانية الضخمة التي تشكلت بالقرب من طرف الحفرة. وأضاف أن "الطاقة تتراكم... ونأمل أن تنطلق ببطء". "وإلا فإننا ننظر إلى ثوران ضخم محتمل، أكبر من أي شيء رأيناه منذ سنوات". وقال سورونو أيضًا إن تمدد منحدرات الجبل كان أسرع بكثير هذه المرة، مما يشير إلى تراكم ضغط أعلى للغاز وبالتالي ثوران أكثر انفجارًا وتكهن بأن ميرابي قد ينفجر بشكل انفجاري، كما فعل في عام 1930، وليس مجرد إخراج الغاز كما حدث في ثورات عام 2006.
بحلول الخامس من تشرين الثاني، وبعد أسبوع من الانفجارات البركانية المستمرة، أفادت التقارير أن الخبراء الذين يراقبون جبل ميرابي كانوا "في حيرة" من أمرهم، على الرغم من التوقعات السابقة بأن الانفجارات التي أعقبت الانفجار الأولي في الأسبوع السابق من شأنها أن تخفف الضغط المتراكم خلف قبة الصهارة، إلا أن الانفجارات بدلاً من ذلك اشتدت. يقدر عددهم بحوالي 50 وقد إطلقت ملايين الأمتار المكعبة من المواد البركانية بحلول الخامس من نوفمبر. وقال جيدي سوانتيكا، عالم البراكين في الولاية، معلقًا على ثوران البركان في الخامس من تشرين الثاني، حيث ارتفعت أعمدة الدخان لأكثر من 10,000 م (33,000 قدم) "كان هذا هو الأكبر منذ قرن على الأقل".
في 17 نوفمبر، أفاد الدكتور سورونو، رئيس وكالة إدارة الكوارث البركانية والجيولوجية (PVMBG)، أن بركان ميرابي لا يزال ينفث الرماد والصخور. وقال سورونو "إن معظم الانفجارات الأولية أدت إلى قذف الرماد جنوبا نحو سليمان في يوجياكارتا، ولكنها الآن تتجه غربا نحو ماجيلانج في وسط جاوة". ولم تكن الانفجارات اللاحقة قوية بسبب تشكل ثلاث فتحات جديدة للحمم البركانية بالإضافة إلى الفتحة الرئيسية في الحفرة. وقد ساعد هذا في تخفيف شدة الانفجارات. "إذا نظرت إلى قمة الجبل في الليل، فسوف تلاحظ ثلاث نقاط متوهجة صغيرة"، كما قال سورونو. "إنها في الواقع علامة جيدة لأنها تعني أن البركان يطلق كل طاقته المكبوتة بسرعة أكبر." 